# Ганна Ганська (Мнішек)
Ганна Ганська (1830-1915) — польсько-українська графиня, велика землевласниця. Донька Вацлава Ганського та Евеліни Ржевуської. Дружина графа Юрія Мнішека.

## Життєпис
Ганна Ганська, шляхтичка гербу Корчак, народилась 1830 року в родині Вацлава та Евеліни Ганської на Сквирщині. Коли її мати брала дозвіл на свій другий шлюб з Оноре де Бальзаком від Миколи I, Евеліна Адамівна змушена була передати всі свої права на володіння дочці від першого шлюбу Ганні. Таким чином, Ганна Вацлавівна Ганська стала сподкоємницею великих земельних володінь. 
З 1847 року власниця великиї маєтків у Сквирському повіті. До її власності належали села Верхівня, Мусіївка, Криловка, Борщагівка, Скибенці, Кур'янець, Мормоліївка, Бистрівки, Княжий та інші. Всього їй належало 20,986 десятин землі і 3035 ревізських душ чоловічої статі. 
В жовтні 1846 року вона вийшла заміж за Юрія, графа Вандалін-Мнішек (Jerzy hr. Wandalin-Mniszech z Wielkich Kończyc h. Kończyc), брата Андрія Мнішека, представника роду Мнішеків, що були молодшою гілкою династії князів Вишневецьких.
Пізніше, частину її маєтків та більшу частину давньої латифундії князів Вишневецьких — володіння Єжи Мнішека, щоправда сильно обтяженого боргами, зробленими батьком Єжи, викупив дядько Ганни Адам Адамович Ржевуський.
Залишились бездітними. Останні роди подружжя мешкало у Франції. Чоловік помер 1881 року.
Ганна померла 1915 року. Єжи та Ганна поховані на паризькому цвинтарі Пер-Лашез.